# Oliveira de Frades
Oliveira de Frades ist eine Kleinstadt (Vila) und ein Kreis (Concelho) in Portugal mit 2893 Einwohnern (Stand 30. Juni 2011).

## Geschichte
Funde belegen eine vorgeschichtliche Besiedlung. Kleinere eisenzeitliche Siedlungen bestanden hier während der Castrokultur. Aus römischer Zeit sind Teile hier verlaufender Römerstraßen erhalten geblieben.
Der heutige Ort entstand erst im Verlauf des sich konsolidierenden unabhängigen Königreichs Portugal (ab 1140). Der Ort wurde als Ulveira bekannt, mit dem Zusatz de Frades (port. für: der Mönche), da das Gebiet vermutlich seit 1123 dem Kloster von Santa Cruz in Coimbra gehörte. Möglich ist auch ein Zusammenhang mit dem Kloster Lafões auf der anderen Seite des Wasserlaufs. Im Jahr 1169 bestätigte Portugals erster König D.Afonso Henriques den Besitz des Gebietes Ulveira dem Kloster Santa Cruz, was als erste offizielle Dokumentation des Ortes gilt. Aus dem damaligen Ulveira wurde im Laufe der Zeit das heutige Oliveira, während der Zusatz erhalten blieb.
Der heutige Kreis Oliveira de Frades entstand im Verlauf der Verwaltungsreformen nach der Liberalen Revolution 1822 im Jahr 1834, als der Kreis Lafões aufgelöst und in die Kreise São Pedro do Sul, Vouzela und Oliveira de Frades aufgespalten wurde. Nach kurzzeitiger Auflösung 1836 bestätigte 1837 Königin D.Maria II. den bis heute bestehenden Kreis.

## Kultur und Sehenswürdigkeiten
Zu den Baudenkmälern von Oliveira de Frades zählen verschiedene Sakralbauten, historische Wohnhäuser und öffentliche Gebäude. Auch der historische Ortskern als Ganzes steht unter Denkmalschutz.
Die Brücke Ponte Luís Bandeira über den Rio Vouga war Anfang des 20. Jh. die erste Betonbrücke in Portugal. Sie bietet zudem einen sehenswerten Blick über die Landschaft der grünbewachsenen Flussufer.
Mit der Anta pintada de Antelas und der Anta da Arca sind zwei Megalithanlagen zu besichtigen.

## Sport
Der 1945 gegründete Sportverein Grupo Desportivo de Oliveira De Frades betreibt neben seinen verschiedenen Fußball- und Futsal-Abteilungen auch eine Tennisschule. Die erste Fußballmannschaft des Vereins trägt ihre Heimspiele im 2.500 Zuschauer fassenden Parque Desportivo De Oliveira De Frades aus. Nach einigen Spielzeiten in der 4. portugiesischen Spielklasse (IIIª Divisão) konnte der Verein nach der Saison 2012/2013 nur knapp einen Wiederabstieg in die höchste regionale Spielklasse des Verbandes im Distrikt Viseu (Campeonato Distrital) vermeiden.

## Verwaltung

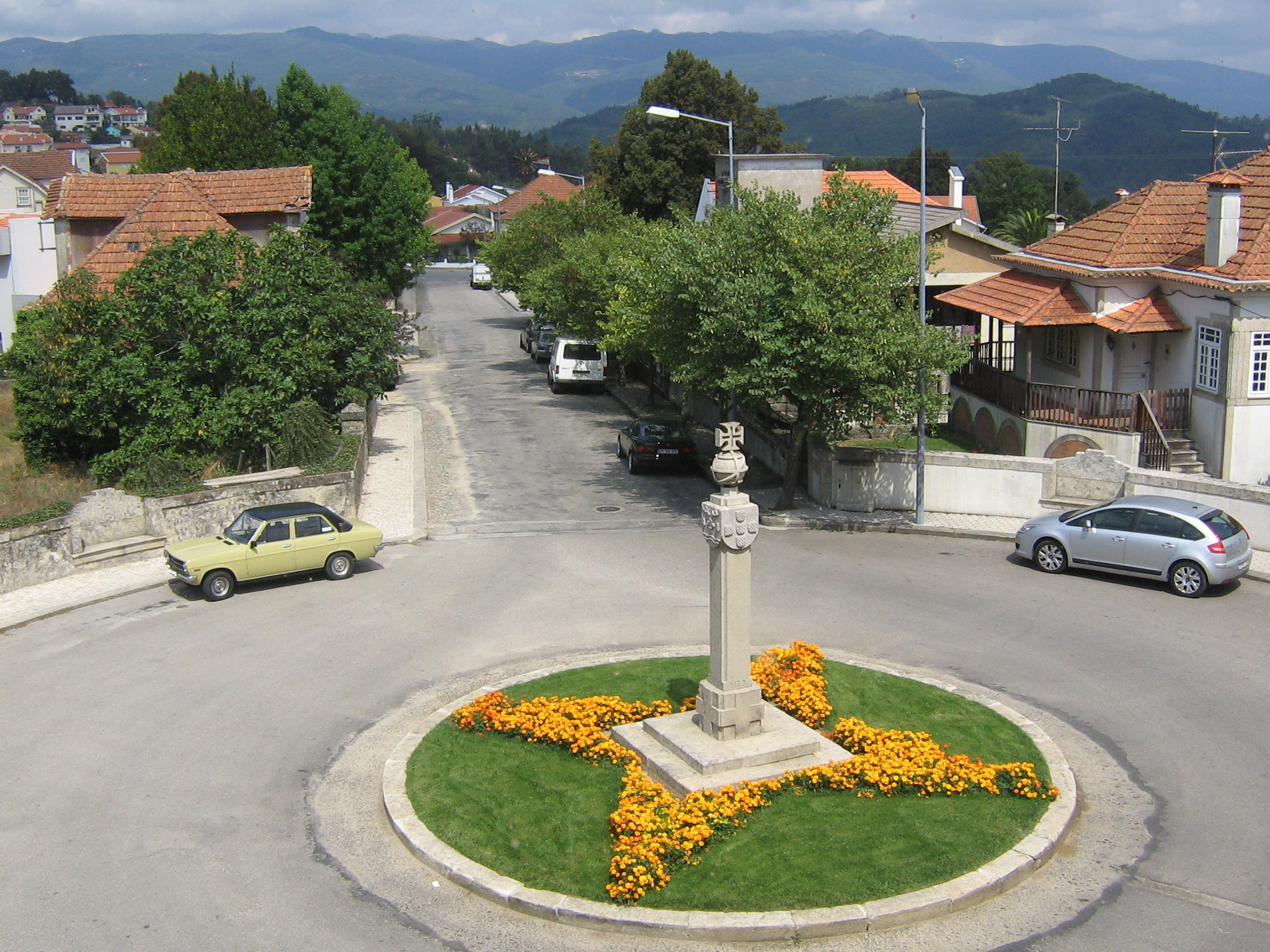
Kreisverkehr in Oliveira de Frades

### Kreis
Oliveira de Frades ist Sitz eines gleichnamigen Kreises. Der Kreis wiederum ist einer der wenigen, die in zwei Gebiete aufgeteilt sind: das Hauptgebiet, in dem auch die Gemeinde Oliveira de Frades liegt, und als Exklave ein kleineres Gebiet, ein paar Kilometer südöstlich.
Die Nachbarkreise des Hauptgebietes sind (im Uhrzeigersinn im Norden beginnend): São Pedro do Sul, Vouzela, Águeda, Sever do Vouga und Vale de Cambra. Das kleinere Gebiet hat die Nachbarkreise Vouzela, Tondela sowie Águeda.
Mit der Gebietsreform im September 2013 wurden mehrere Gemeinden zu neuen Gemeinden zusammengefasst, sodass sich die Zahl der Gemeinden von zuvor zwölf auf acht verringerte.
Die folgenden Gemeinden (Freguesias) liegen im Kreis Oliveira de Frades:

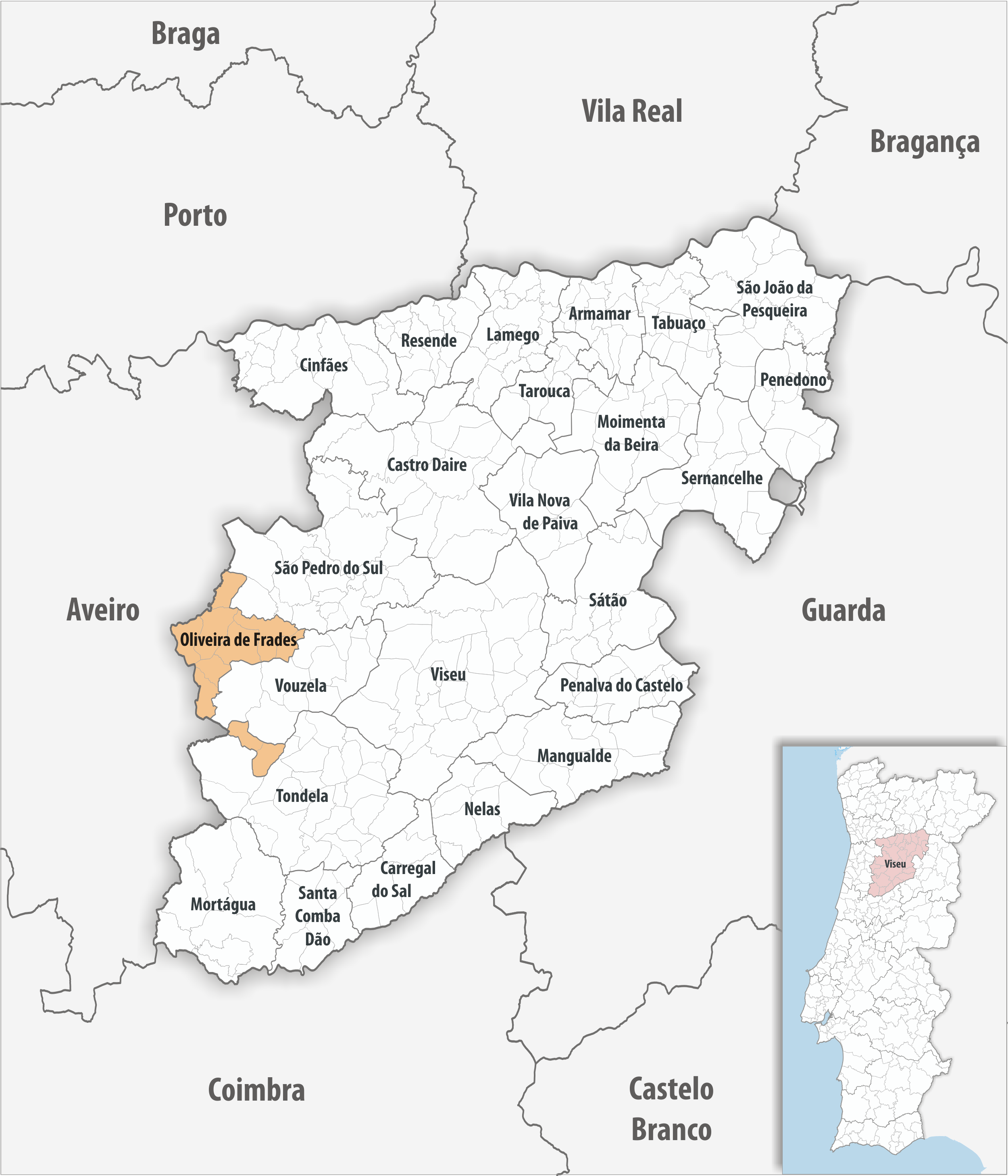
Kreis Oliveira de Frades

| Gemeinde                                     | Einwohner (2021) | Fläche km² | Dichte Einw./km² | LAU- Code |
| -------------------------------------------- | ---------------- | ---------- | ---------------- | --------- |
| Arca e Varzielas                             | 559              | 20,37      | 27               | 181013    |
| Arcozelo das Maias                           | 1.223            | 21,81      | 56               | 181002    |
| Destriz e Reigoso                            | 587              | 22,76      | 26               | 181014    |
| Oliveira de Frades, Souto de Lafões e Sejães | 4.006            | 22,51      | 178              | 181015    |
| Pinheiro                                     | 1.115            | 21,62      | 52               | 181005    |
| Ribeiradio                                   | 859              | 15,67      | 55               | 181007    |
| São João da Serra                            | 409              | 12,41      | 33               | 181008    |
| São Vicente de Lafões                        | 748              | 8,20       | 91               | 181009    |
| Kreis Oliveira de Frades                     | 9.506            | 145,35     | 65               | 1810      |

### Bevölkerungsentwicklung
| Einwohnerzahl im Kreis Oliveira de Frades (1801–2011) | Einwohnerzahl im Kreis Oliveira de Frades (1801–2011) | Einwohnerzahl im Kreis Oliveira de Frades (1801–2011) | Einwohnerzahl im Kreis Oliveira de Frades (1801–2011) | Einwohnerzahl im Kreis Oliveira de Frades (1801–2011) | Einwohnerzahl im Kreis Oliveira de Frades (1801–2011) | Einwohnerzahl im Kreis Oliveira de Frades (1801–2011) | Einwohnerzahl im Kreis Oliveira de Frades (1801–2011) | Einwohnerzahl im Kreis Oliveira de Frades (1801–2011) | Einwohnerzahl im Kreis Oliveira de Frades (1801–2011) |
| ----------------------------------------------------- | ----------------------------------------------------- | ----------------------------------------------------- | ----------------------------------------------------- | ----------------------------------------------------- | ----------------------------------------------------- | ----------------------------------------------------- | ----------------------------------------------------- | ----------------------------------------------------- | ----------------------------------------------------- |
| 1801                                                  | 1849                                                  | 1900                                                  | 1930                                                  | 1960                                                  | 1981                                                  | 1991                                                  | 2001                                                  | 2011                                                  |                                                       |
| 656                                                   | 10.898                                                | 9.168                                                 | 10.468                                                | 10.858                                                | 10.391                                                | 10.584                                                | 10.584                                                | 10.261                                                |                                                       |

### Kommunaler Feiertag
- 7. Oktober

## Wirtschaft
Das bedeutendste Unternehmen im Kreis ist die Martifer Group, deren Unternehmen insbesondere im Bereich Erneuerbare Energien und Metallbau ihre Betätigungsfelder haben.

## Söhne und Töchter
- Armando Pereira da Silva (* 1940), Journalist
- Carlos Caldas (* 1960), Arzt und Wissenschaftler
- Vítor Simões da Vinha (* 1986), Fußballspieler